# Гусев, Павел Пантелеевич
Па́вел Пантеле́евич (в некоторых источниках Пантелеймо́нович) Гу́сев (2 января 1953, Ростов-на-Дону, РСФСР, СССР) — советский футболист, полузащитник, советский и российский футбольный тренер. Обладатель Кубка СССР 1981 года.

## Карьера

### Клубная
Павел Гусев, уроженец Ростова-на-Дону, начал свою футбольную карьеру игрока в Украинской ССР в составе любительской команды города Торез. В последующие годы играл в волгоградском «Роторе» и ростовском СКА. В составе последнего отыграл семь сезонов, был капитаном команды, завоевал Кубок СССР 1981 года, а также сыграл четыре матча в Кубке обладателей кубков 1981/1982. В 1982 году завершил карьеру игрока.

### Тренерская
Окончил Высшую школу тренеров. Возглавлял такие клубы, как СКА (Ростов-на-Дону), «Ротор», «Факел-Воронеж», «Урал», «Петротрест» и «Таганрог». В 2010—2011 годах являлся главным тренером «Астрахани». 21 сентября 2011 года стал консультантом футбольного клуба «Урал». Чуть позже возглавил футбольный клуб «Урал». В конце своего первого, после своего возвращения в «Урал», сезона 2012/2013 вывел его в Премьер-лигу. В начале 2014 году стал главным тренером питерского «Динамо», которое финишировало на 14-й строчке, сохранив прописку в ФНЛ. 16 июня 2014 года стал новым главным тренером воронежского «Факела» зоны «Центр» с которым по итогам сезона завоевал путевку в ФНЛ.

## Достижения

### Клубная карьера
- Обладатель Кубка СССР: 1981

### Тренерская карьера
- Победитель Первенства ФНЛ (выход в Премьер-лигу): 2012/13
- Победитель Первенства ПФЛ, зона «Центр» (выход в ФНЛ): 2014/15
- Обладатель Кубка ФНЛ (2): 2013, 2017

## Личная жизнь
Женат на Ларисе Гусевой, имеет сына от первого брака и дочь.